# Heinrich Müller (Theologe, 1880)
Heinrich Müller (* 6. Juli 1880 in Groß-Rechtenbach; † 23. Mai 1970 in Hamminkeln) war ein deutscher evangelischer Theologe und Kirchenhistoriker.

## Leben

### Herkunft und Ausbildung
Als Sohn des Lehrers Friedrich Müller und seiner Frau Henriette geb. Brück verbrachte Heinrich Müller seine Kindheit und Jugend in Groß-Rechtenbach bei Wetzlar und legte 1899 auf dem Gießener Gymnasium das Abitur ab. Nach dem Theologiestudium in Tübingen (1899), Halle (1899–1900), Kiel (1900–1901) und Bonn (1901–1902) legte er 1902 das Erste Theologische Examen ab. Es folgten der Militärdienst und das Vikariat am Lehrerseminar in Rheydt und in der Trinkerheilanstalt Lintorf („Evangelisches Asyl für Trunkfällige aus gebildeten Ständen“). Nach Ablegung des Zweiten Theologischen Examens 1904 wurde Müller zunächst Synodalvikar in Rees (Kirchenkreis Wesel), anschließend in Wiehl (Kirchenkreis An der Agger), wo er am 28. Dezember 1905 durch Superintendent Johannes Petersen ordiniert wurde.

### Beruflicher Werdegang
Heinrich Müller übernahm 1906 die zweite Pfarrstelle der Gemeinde Emmerich, wo er, unterbrochen durch seinen Einsatz als Divisionspfarrer in Frankreich und Russland während des Ersten Weltkriegs, bis 1926 amtierte. 1927 übernahm er die Pfarrstelle in Diersfordt und wurde zugleich Inhaber des mit dieser Stelle verbundenen, zum 1. Juli 1927 auf Initiative von Präses Walther Wolff begründeten Provinzialkirchlichen Amts zur Pflege Rheinischer Kirchengeschichte. Am 15. Mai 1933 wählte ihn die Kreissynode des Kirchenkreises Wesel in das Amt des Superintendenten, das er bis 1950 innehatte. 1937 rief er die Gemeinden dazu auf, den Angriffen gegen das Christentum durch das NS-Regime entgegenzutreten. Im November 1937 übernahm Müller die zweite Pfarrstelle in Wesel, kehrte aber im November 1939 nach Diersfordt zurück und amtierte dort bis zu seiner Pensionierung im Jahr 1950.

## Schriften (Auswahl)
- Die evangelische Gemeinde Rees in ihrer Vergangenheit. Wesel 1910; Neuausgabe Rees 2021.
- D. Ernst Stoltenhoff. Der letzte rheinische Generalsuperintendent. Buchhandlung des Erziehungsvereins, Neukirchen 1956.
- Die rheinische Diaspora. Ihre Entstehung und Entwicklung in vier Jahrhunderten. 100 Jahre Verband Evangelischer Diasporapfarrer. In: Monatshefte für Evangelische Kirchengeschichte des Rheinlandes 8 (1959), S. 73–121.